# Flugplatz Lubin

i8
i11
i13

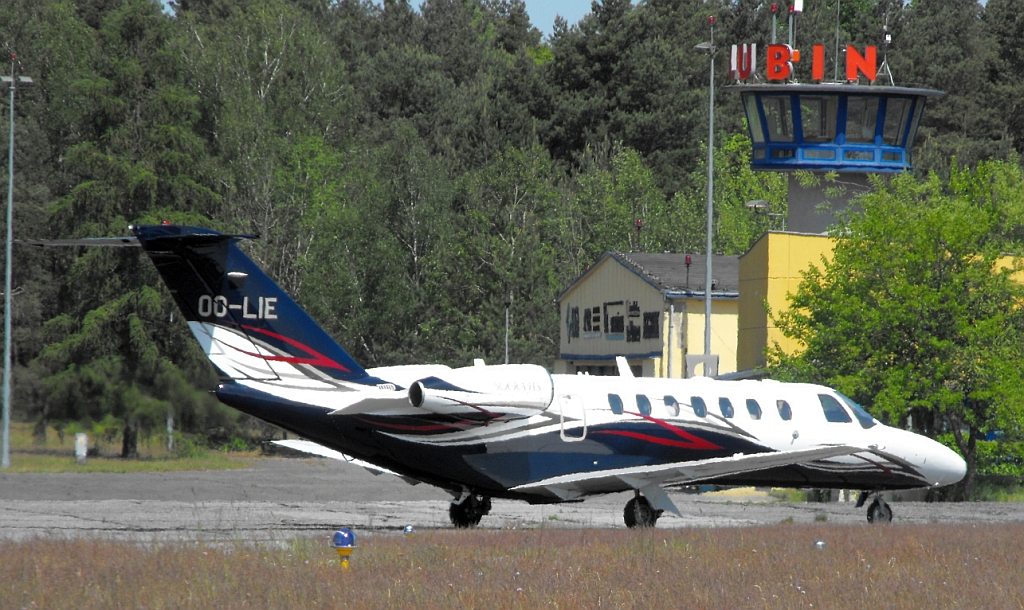
Flugplatz Lubin

Der Flugplatz Lubin ist ein Flugplatz in der heute polnischen Stadt Lubin (deutsch Lüben) in der Woiwodschaft Niederschlesien. Er war von 1936 bis 1945, als Fliegerhorst Lüben, ein Fliegerhorst der Luftwaffe der Wehrmacht.

## Geschichte
Der Fliegerhorst Lüben wurde 1936 zuerst als Landeplatz angelegt und 1939 zum Einsatzhafen I erweitert. Die Start- und Landebahn hatte einen Grasuntergrund. 
Im Norden des Fliegerhorstes befanden sich ein großer und zwei mittlere Flugzeughangars. Um die Hangars herum gruppierten sich verschiedene Funktions- und Werkstattgebäude. In der Nordwestecke waren weitere Baracken aufgestellt. Als erste fliegende Einheit war hier, ab April 1937, die IV./KG z. b. V. 1, mit ihren Junkers Ju 52, stationiert. Auch waren hier von 1940 bis 1944 verschiedene Flugzeugführerschulen untergebracht.
Die folgende Tabelle zeigt eine Auflistung aller fliegender aktiver Einheiten (ohne Schul- und Ergänzungsverbände) der Luftwaffe, die hier zwischen 1939 und 1945 stationiert waren.
| Von            | Bis            | Einheit                                                                         | Ausrüstung       |
| -------------- | -------------- | ------------------------------------------------------------------------------- | ---------------- |
| September 1939 | September 1939 | IV./KG z. b. V. 1 (IV. Gruppe des Kampfgeschwaders zur besonderen Verwendung 1) | Junkers Ju 52/3m |
| Februar 1941   | Juni 1941      | III./KG 53                                                                      | Heinkel He 111   |
| Oktober 1944   | Oktober 1944   | I./SG 1 (I. Gruppe des Schlachtgeschwaders 1)                                   |                  |

Am 28. Januar 1945 besetzten Verbände der 1. Ukrainischen Front das Gelände des Fliegerhorstes, das anschließend als Frontflugplatz für Jagdverbände der sowjetischen Luftstreitkräfte diente. Im Februar des Jahres operierte von dort aus das mit La-7 ausgerüstete 2. Gardejagdfliegerregiment. Ihm folgte im März das 5. Gardejagdfliegerregiment mit La-5. Nach Kriegsende wurde der Platz eine Zeitlang nicht fliegerisch genutzt und diente als Übungsgelände. Erst in den 1960er Jahren wurde er seinem ursprünglichen Verwendungszweck zugeführt. Inzwischen ist er ein reiner Zivilflugplatz.